# Penhszi
Penhszi (egyszerűsített kínai írással: 本溪, pinjin: Běnxī) prefektúra szintű város Kínában, Liaoning tartományban. Lakosainak száma 1 326 018 fő (2020).

## Népesség
| 2010 | 1 709 538 |
| 2020 | 1 326 018 |

## Testvérvárosok
- Modena
- Elektrostal
- Brampton